# Кулжанов, Гани Абдуалиевич
Гани Абдуалиевич Кулжанов (каз. Ғани Әбдуәлиұлы Құлжанов; 20 сентября 1965; Джалагашский район, Кзыл-Ординская область, Казахская ССР, СССР) — казахский актёр кино и театра, телеведущий. Заслуженный деятель Республики Казахстан (2015). Лауреат премии Союза Молодёжи Казахстана (1998).

## Биография
Гани Абдуалиевич Кулжанов Родился в 1965 году в районе Жалагаш, в Кызылординской области.
В 1984 году Окончил Алматинский музыкальный колледж им. П. И. Чайковского.
В 1991 году окончил актёрском отделении Государственного Института театра и кино у народной артистки СССР, профессора Шолпан Жандарбековой и народного артиста Казахстана Тлектеса Мейрамова.
С 1990 по 2007 год — артист Казахский государственный академический театр драмы имени М. О. Ауэзова;
В 2007 году актёр был приглашен в музыкально — драматический театр им. К.Куанышбаева, а спустя несколько месяцев ему была поручена организация нового Театра в г. Астане.
С 2007 по 2013 год — директор «Астана Жастар театры»;
С 2013 года — актёр «Астана Жастар театры»;

## Основные роли на сцене
В 1990 году был принят в труппу Казахского академического театра драмы им. М.Ауэзова.
Первая же роль молодого актёра Айбар в спектакле «Қош, махаббат!» по пьесе М.Макатаева доказала, что руководство театра не ошиблось в выборе. В дальнейшем творческая биография артиста пополнилась многими ролями классического и современного репертуара. В число наиболее удачных и полюбившихся зрителям с полным правом можно отнести Гортензио в «Укрощении строптивой» У.Шекспира, Мусабая в «Акбилек» Ж.Аймауытова , Субэдей в «Чингизхане», Абилмансур в «Аблайхане» А.Кекильбаева, Эрика Кламрота в «Перед закатом солнца» Г.Гауптамана, Омара в «Старшей сестре» Д.Исабекова и другие.
В 1998 году за исполнение роли Кумара в спектакле «Ангел с дьявольским лицом» Р.Мукановой, артист был удостоен звания лауреата премии Союза Молодежи Казахстана.
Сейчас на счету артиста более пятидесяти театральных ролей.

## Фильмография
|    | Год       | Название                                           | Роль                                 | Режиссёр                            |
| -- | --------- | -------------------------------------------------- | ------------------------------------ | ----------------------------------- |
| 1  | 1996—2003 | Перекресток (сериал, Казахстан)                    | Джохангир/Галым Ахметов              |                                     |
| 2  | 2001—2003 | Саранча (сериал, Казахстан)                        | Диас, охранник «Бека» (с 18-й серии) | Галина Ефимова                      |
| 3  | 2002      | Молитва Лейлы                                      | Диас                                 | Сатыбалды Нарымбетов                |
| 4  | 2005      | Дневной Дозор                                      | воин Тамерлана                       | Тимур Бекмамбетов                   |
| 5  | 2010      | Жаным (сериал, Казахстан)                          | Нурлан Абенов                        | Айбек Даирбеков, Бахтияр Сейтказиев |
| 6  | 2011      | Возвращение (Казахстан)                            | главная роль                         |                                     |
| 7  | 2012      | Жас Улан (сериал, Казахстан)                       | актер                                | Серикбол Утепбергенов, Игорь Зайцев |
| 8  | 2013      | Пилоты (Казахстан)                                 | главная роль                         |                                     |
| 9  | 2014      | Махаббатым жүрегімде (Любовь всегда в моём сердце) | актер — главная роль                 | Аскар Узабаев                       |
| 10 | 2014      | Честь офицера (сериал, Казахстан)                  | коммерсант                           | Фуркат Файзиев                      |
| 11 | 2015      | Аманат                                             | профессор Сулейменов                 | Сатыбалды Нарымбетов                |
| 12 | 2015      | Несломленный (мини-сериал, Казахстан)              | Дос — главная роль                   | Виржиния Восгиморукиан              |
| 13 | 2016      | Так сложились звезды                               | Самат                                | Сергей Снежкин                      |
| 14 | 2017      | Жараланған жүректер(сериал)                        | актер                                | Арман Сандыбаев                     |
| 15 | 2018      | Любовь. Надежда. Астана.                           |                                      | Иван Глубоков, Олжас Ермекбаев      |
| 16 | 2018      | Шестой пост                                        | Генерал — главная роль               | Серикбол Утепбергенов               |
| 17 | 2018      | Той любой ценой                                    | Марат — главная роль                 | Канагат Мустафин                    |
| 18 | 2018      | Ең сұлу / Самая красивая                           | Главная роль                         | Канагат Мустафин                    |
| 19 | 2018      | Отыңды өшірме (сериал)                             | Главная роль                         | Төлеген Бейсет                      |
| 20 | 2019      | Досье тамады                                       | Главная роль                         | Бейбарс Джуманиязов                 |

## Творчество
- Гани Кулжанов является также постоянным ведущим всех крупных концертов и мероприятий, фестивалей «Азия дауысы», «Жас канат», «Звезды поздравляют» и др.
- А также активно сотрудничает с киностудиями России, Киргизии и Узбекистана. Образы Джохангира в «Перекрестке» и Диас в «Саранче» большая творческая удача артиста.

## Награды и звания
- 1998 — Лауреат премии Союза Молодёжи Казахстана;
- 2009 — Почётная грамота Республики Казахстан;[1]
- 2010 — Почётный гражданин Жалагашского района;
- 2015 — Присвоено почетное звание «Заслуженный деятель Республики Казахстан» за заслуги в области казахского театрального и киноискусства.[2]
- 2016 — Медаль «25 лет независимости Республики Казахстан»;
- 2018 — Медаль «25 лет правоохранительным органам Республики Казахстан»;[3]
- 2021 — Медаль «30 лет независимости Республики Казахстан»;
- 2022 — Указом президента РК награжден орденом «Курмет» — за вклад в развитие отечественного театрального и киноискусства.;